# Storie di vicoli
Storie di vicoli è un album discografico del cantante Natale Galletta, pubblicato nel 2000.

## Tracce
1. Comme te voglio bene
2. Me staie lassanno
3. Chillo è n' ata cosa
4. E m'annammoro
5. E si fosse overo
6. Te voglio bene cchiù 'e me
7. Me faie male
8. Vucchella 'e zucchero
9. Preta 'e marciapiede
10. Te annammurà